# Geert Sissingh
Gerard "Geert" Sissingh (Utrecht, 4 november 1912 – 1979) was een Nederlands vegetatiekundige en bosbouwkundige.

## Biografie
Sissingh werd in 1912 geboren in Utrecht. Hij was het tweede kind van houtvester Cornelis (Kees) Sissingh en Willemina Alide Bennema. In 1915 verhuisde het gezin naar Esbeek, waar hij opgroeide. In 1932 overleed zijn vader, waarna het gezin verhuisde naar Wageningen. Sissingh studeerde aan de Wageningen Universiteit, waar hij promoveerde bij Jacob Jeswiet en H.J. Venema met een proefschrift over de 'onkruidgemeenschappen' van Nederland. Voorts deed hij belangrijk vegetatiekundig onderzoek met Jan Vlieger naar de gemeenschappen uit de klasse van naaldbossen in Montpellier. Gedurende zijn leven beschreef Sissingh een groot aantal nieuwe syntaxa. Hij liet een persoonlijk archief na dat ruim 3400 vegetatieopnamen bevatte.
Sissingh had met zijn vrouw Karelina Amelia Minkhorst vijf kinderen. Zijn zoon Kees Sissingh (vernoemd naar zijn vader) was secretaris van de Koninklijke Nederlandse Bosbouw Vereniging.

## Beschreven syntaxa
In onderstaande lijst staan syntaxa (gesorteerd op syntaxonomische rang) waarvan Sissingh (co-)auteur is en die een artikel op de Nederlandstalige Wikipedia hebben.
Klassen
- klasse van naaldbossen – Vaccinio-Piceetea Br.-Bl. in Br.-Bl., Siss. & Vl. 1939

Orden
- orde van naaldbossen – Vaccinio-Piceetalia Br.-Bl. in Br.-Bl., Siss. & Vl. 1939

Verbonden
- verbond van droge stroomdalgraslanden – Sedo-Cerastion Siss. & Tideman 1960

Associaties
- grondster-associatie – Digitario-Illecebretum Diem., Siss. & Westh. 1940
- blauwgrasland – Cirsio dissecti-Molinietum Siss. & De Vries ex Westh. 1942
- associatie van waterpeper en tandzaad – Polygono-Bidentetum W.Koch 1926 em. Siss. in Westh. et al. 1946
- associatie van moerasspirea en echte valeriaan – Valeriano-Filipenduletum Siss. & Westh. 1949
- slangenkruid-associatie – Echio-Verbascetum Siss. 1950
- associatie van goudzuring en moerasandijvie – Rumicetum maritimi (Br.-Bl. & De Leeuw) Siss. ex Lohm. in Tx. 1950
- wormkruid-associatie – Tanaceto-Artemisietum Siss. 1950
- associatie van waterscheerling en hoge cyperzegge – Cicuto-Caricetum pseudocyperi Boer & Siss. in Boer 1942 em. Segal in Westh. & Den Held 1969
- associatie van varkenskers en schijfkamille – Coronopodo-Matricarietum Siss. 1969
- associatie van vetmuur en zilvermos – Bryo-Saginetum Diem., Siss. & Westh. nom. inv. Oberd. 1983